# Borden megye
Borden megye az Amerikai Egyesült Államokban, azon belül Texas államban található. Megyeszékhelye és legnagyobb városa Gail. Lakosainak száma 631 fő (2020. április 1.). Borden megye Garza, Scurry, Mitchell, Howard, Dawson, Lynn és Martin megyékkel határos.

## Népesség
A megye népességének változása:
| Lakosok száma | 645  | 627  | 612  | 637  | 648  | 631  |
|               | 2010 | 2011 | 2012 | 2013 | 2015 | 2020 |